# Perfil ICC
Dentro del ámbito de la gestión del color, un perfil ICC es un conjunto de datos que caracteriza a un dispositivo de entrada o salida de color, o espacio color, según los estándares promulgados por el Consorcio Internacional del Color (ICC). Los perfiles describen los atributos de color de un dispositivo en particular o requisito de visionado por la definición de una correspondencia entre el dispositivo origen espacio color objetivo y un espacio de conexión de perfil (profile connection space - PCS). Este PCS es CIELAB o CIEXYZ. Las correspondencias se pueden especificar usando tablas, en las cuales se aplica interpolación, o bien por medio de series parámetros para las transformaciones.
Cada dispositivo que captura o muestra color puede tener su propio perfil. Algunos fabricantes suministran perfiles para sus productos, y hay algunos que permiten a los usuarios generar sus propios perfiles, normalmente a través del uso de colorímetros o preferiblemente espectrofotómetros.
El ICC define el formato de manera precisa, pero no describe algoritmos ni detalles de procesamiento. Esto acarrea posibles variaciones entre aplicaciones y sistemas que trabajan con los perfiles ICC. La versión actual del artículo es la 4.2.

## Detalles
Para comprender esta tarea en la práctica, supondremos que tenemos un RGB particular y un espacio color CMYK, y queremos convertir desde este RGB a aquel CMYK. El primer paso es obtener los dos perfiles ICC en cuestión. Para realizar la conversión, primero, cada triple valor RGB es convertido al Espacio de Conexión de Perfiles (PCS) usando el perfil RGB. Si es necesario, el PCS se convierte entre CIELAB y CIEXYZ, una transformada bien definida. Después el PCS es convertido a CMYK.
Un perfil puede definir varias correspondencias, según la propuesta de visualización. Estas correspondencias permiten elegir entre el valor de color más próximo o reajustar el rango entero de color para permitir distintas gamas.
La iluminación de referencia del PCS es una aproximación fraccional de 16 bits a D50; su punto blanco es XYZ=(0.9642, 1.000, 0.8249). Los diferentes puntos blancos de origen/destino son cromáticamente adaptados usando la transformada de Bradford